# 江見龍
江見龍（16世紀—17世紀），南直隸安慶府懷寧縣人，明朝政治人物。

## 生平
江見龍十三歲應科考，題目是「天之曾子西銘，乃天之宗子。」考生以為出題錯誤而嘩然，他卻指出朱熹曾作此註釋，令別人嘆服，為諸生他清介自勵，在破舊古祠讀書，遇上大雪天，同行學生打算拿掉下的木材生火被他制止，萬曆二十二年（1594年）甲午科應天鄉試舉人，授南平知縣，教導士子重視氣節，不久因病辭官，屬下拿出餘羨協助他治裝，他推卻說：「不治其事，怎敢貪求其利？」六十五歲去世。

## 引用
1. 1 2  民國《懷寧縣志·卷二十·篤行》：江見龍，父雲質行淳古，教子有方，見龍年十三應童子試，論題為「天之曾子西銘，乃天之宗子。」眾譁以為誤，見龍曰：「非誤，朱註云『體其受而歸全者，天之曾子也。』」眾歎服。為諸生清介自勵，嘗讀書古祠中，屋材朽落，會天雪甚，同舍生欲取以燎，見龍毅然止之；萬曆甲午舉人，授福建南平知縣，教士子尤勵氣節，未幾引疾歸，無以為裝，吏持羨進，見龍卻之，曰：「不治其事，敢貪其利乎？」年六十五卒，子夢佺，諸生博學善屬文，早歿；夢鶴自有傳。